# Synagoga w Dąbrowie Tarnowskiej (ul. Daszyńskiego)

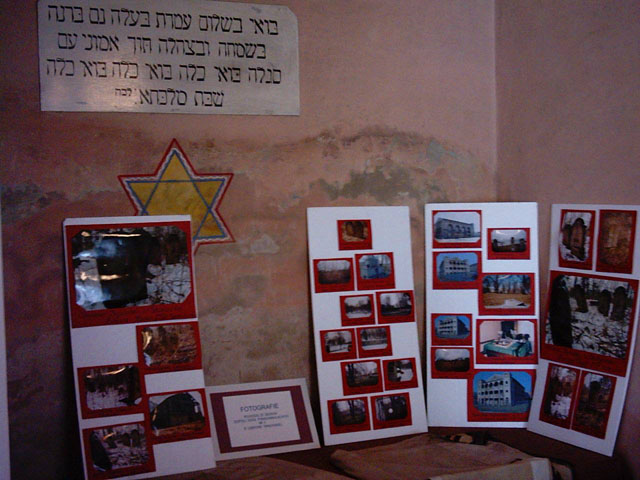
Wnętrze synagogi

Synagoga w Dąbrowie Tarnowskiej – synagoga znajdująca się w Dąbrowie Tarnowskiej w prywatnym mieszkaniu przy ulicy Ignacy Daszyńskiego 8.
Była ostatnią czynną synagogą w Dąbrowie Tarnowskiej oraz ostatnim do końca funkcjonującym sztibłem w Galicji Zachodniej.

## Historia
Synagoga została założona w 1972 roku w prywatnym mieszkaniu przez rodzinę Rothów, którym zabroniono modlić się w synagodze głównej, ze względu na jej planowany remont. Bożnica funkcjonowała do grudnia 1995 roku, kiedy to zmarł ostatni mieszkający w mieście pobożny Żyd – Samuel Roth.
W swoim testamencie zapisał mieszkanie i synagogę swojej siostrzenicy, mieszkającej w Australii Cesi Nesselroth. W 1996 roku z inicjatywy redaktora naczelnego „Kuriera Dąbrowskiego” Jerzego Rzeszuty oraz władz samorządowych powstało Muzeum Judaistyczne jako filia Muzeum Powiśla Dąbrowskiego, obecnie zwane Izbą Pamięci Żydów. Składają się na nią dwa pokoje, które bezpłatnie przekazała spadkobierczyni. W zamian za nie Urząd Miasta zobowiązał się do opieki nad cmentarzem żydowskim.
Wówczas przystąpiono do prac renowacyjnych w synagodze, m.in. okratowano okna, uporządkowano eksponaty, wyczyszczono okopcone ściany, na których widnieją żółte gwiazdy Dawida oraz inskrypcje hebrajskie.
W sali modlitewnej prezentowane jest oryginalne wyposażenie synagogi: stojący przy ścianie wschodniej Aron ha-kodesz zasłonięty skromnym aksamitnym parochetem z wyhaftowaną gwiazdą Dawida. Zwieńczony jest malowidłem przedstawiającym tablice Dekalogu z koroną, które podtrzymują dwa lwy i dwie gwiazdami Dawida po bokach.
Takie same malowidło i inskrypcje hebrajskie o treści: „Korona Tory” i „Wiedz przed kim stoisz – przed królem królów nad królami” znajduje się na ścianie wschodniej. Na ścianie zachodniej widnieje inskrypcja o treści: „Wnijdź w pokoju korono małżonka! Wnijdź oblubienico!... Królowo soboto pójdź”.
Na prawo od Aron ha-kodesz stoi pulpit kantora, nakryty aksaminą płachtą z wyhaftowaną na środku gwiazdą Dawida. Na środku znajduje się prostokątna bima, a przy ścianach ławy i stół. W sali modlitewnej prezentowane są również pięcioramienne świeczniki bożnicze, tefilin, lampka chanukowa, tałes oraz około 200 ksiąg liturgicznych, należących pierwotnie do dąbrowskiej gminy żydowskiej.
W przedsionku prezentowane są zdjęcia, dokumenty, okulary, talerz sederowy oraz inne prywatne rzeczy Samuela Rotha. Przypuszcza się, że zwoje Tory zostały wywiezione z Polski przez Helen Chadroff, kuzynkę Rotha jeszcze przed utworzeniem muzeum bądź pochowane na cmentarzu żydowskim.
Obecnym kustoszem i mecenasem zbiorów jest Miejsko-Gminny Ośrodek Kultury, którego częścią jest Izba Pamięci Żydów.